# Кіншаська митрополія
Кіншаська митрополія (до 2015 року — Центральноафриканська митрополія, грец. Ιερά Μητρόπολη Κεντρώας Αφρικής) — єпархія Александрійської Православної Церкви на заході Демократичної Республіки Конго.

## Історія
Центральноафриканська митрополія була заснована 28 листопада 1958 року з кафедрою в місті Кіншаса на території Бельгійського Конго, Бурунді, Руанди. Її територія була виділена з великої Йоганнесбурзької митрополії.
1997 року територія Республіки Конго передано до складу Центральноафриканської митрополії.
1 листопада 2006 року провінція Катанга на південному сході ДР Конго відійшла до новоствореної Колвезької єпархії.
6 жовтня 2009 року зі складу Центральноафриканської єпархії було виділено самостійну Бурундійську єпархію в межах Бурунді та Руанди.
7 жовтня 2010 року територія Республіки Конго та Габона відійшла до новоустановленої Браззавільської та Габонської єпархії.
24 листопада 2015 року перейменована на Кіншаську митрополію.
26 листопада 2018 року з її складу була заснована Канангська митрополія, а також Кісанганська та Гомська єпархії.

## Єпископи
- Кіпріан (Пападопулос) (7 грудня 1958 — 28 лютого 1973)
- Нікодим (Галіацатос) (15 червня 1974 — 26 листопада 1976)
- Тимофій (Кондомеркос) (26 листопада 1976 — 1 березня 2003)
- Ігнатій (Манделідіс) (16 березня 2003 — 4 березня 2010)
- Нікіфор (Костянтину) (24 жовтня 2010 — 27 липня 2021)
- Феодосій (Цицивос) (з 12 січня 2022 року)